# Droga wojewódzka nr 538
Droga wojewódzka nr 538 (DW538) – droga wojewódzka łącząca Radzyń Chełmiński z Rozdrożem. W Nowym Mieście Lubawskim łączy się z DK15, która zapewnia dojazd w stronę Torunia i Ostródy.

## Miejscowości leżące przy trasie 538
- Radzyń Chełmiński (DW534)
- Mełno (DW533)
- Gruta
- Jasiewo
- Słupski Młyn (rzeka Osa)
- Łasin (DK16)
- Biskupiec (powiat nowomiejski)
- Nowe Miasto Lubawskie (DK15)
- Tylice
- Grodziczno
- Katlewo (DW541)
- Rybno
- Uzdowo (DW542)
- Wierzbowo
- Rozdroże (DW545)

## Galeria

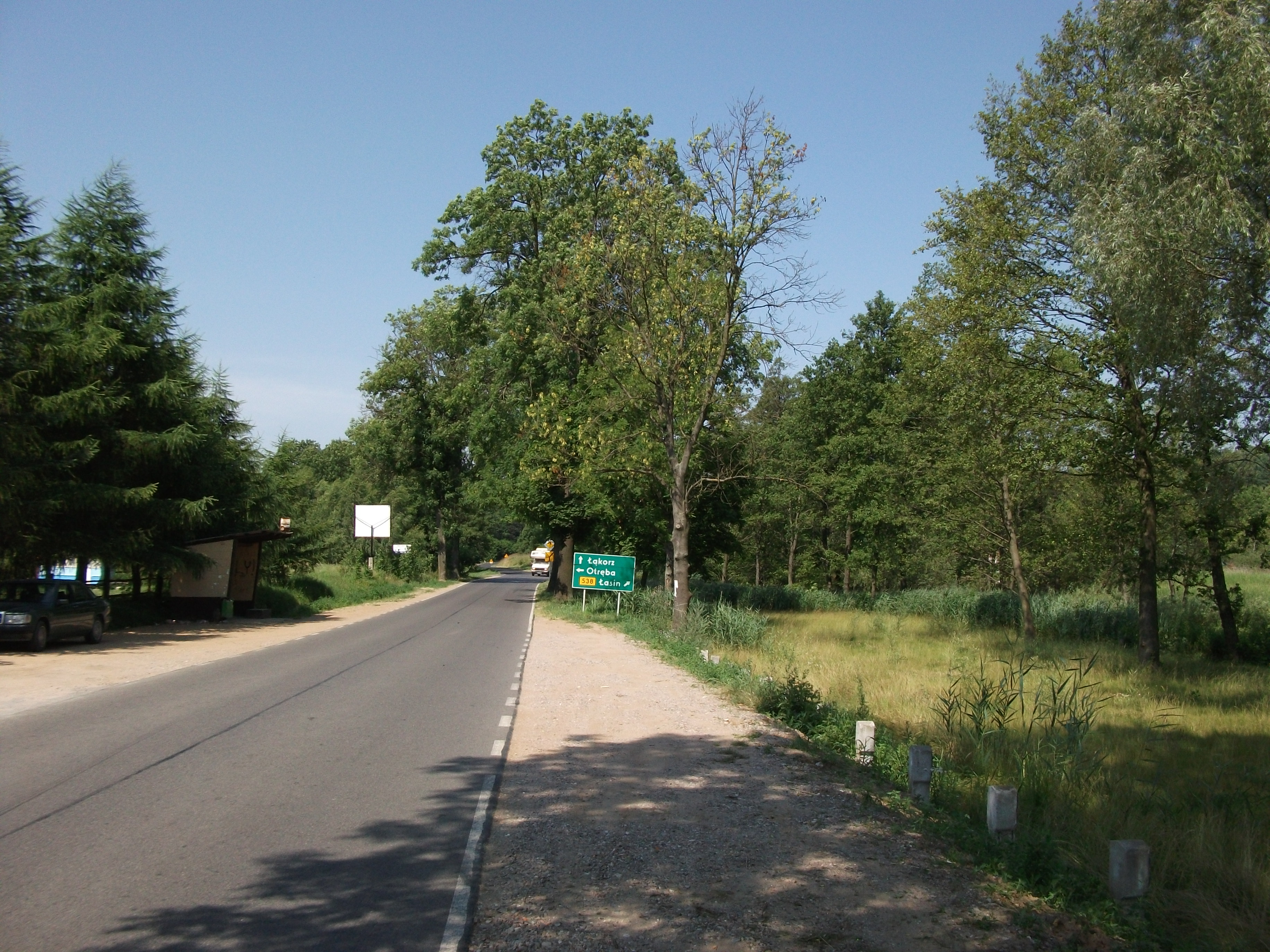
DW538 koło Skarlina kierunek Łasin
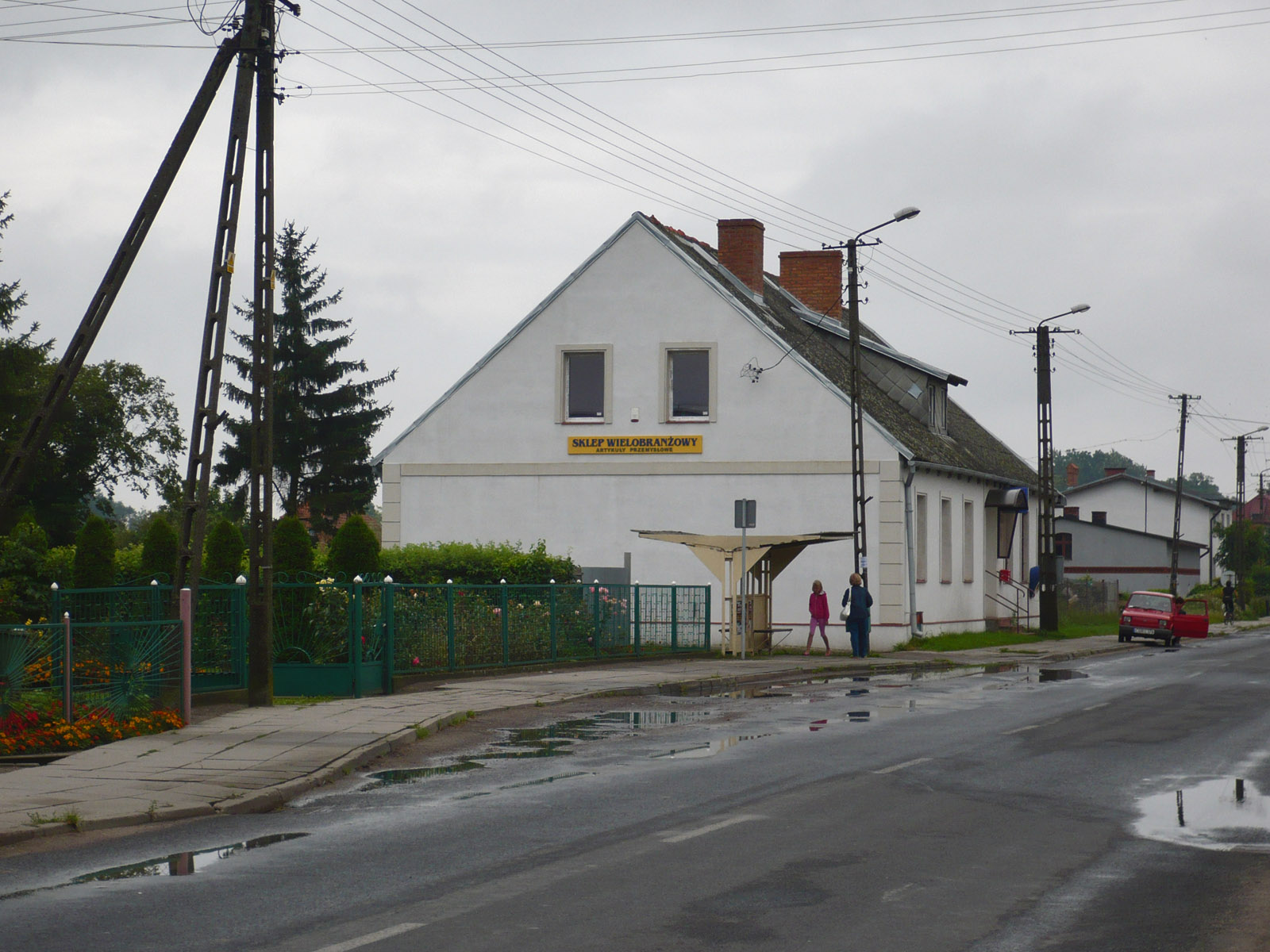
DW538 w Grucie
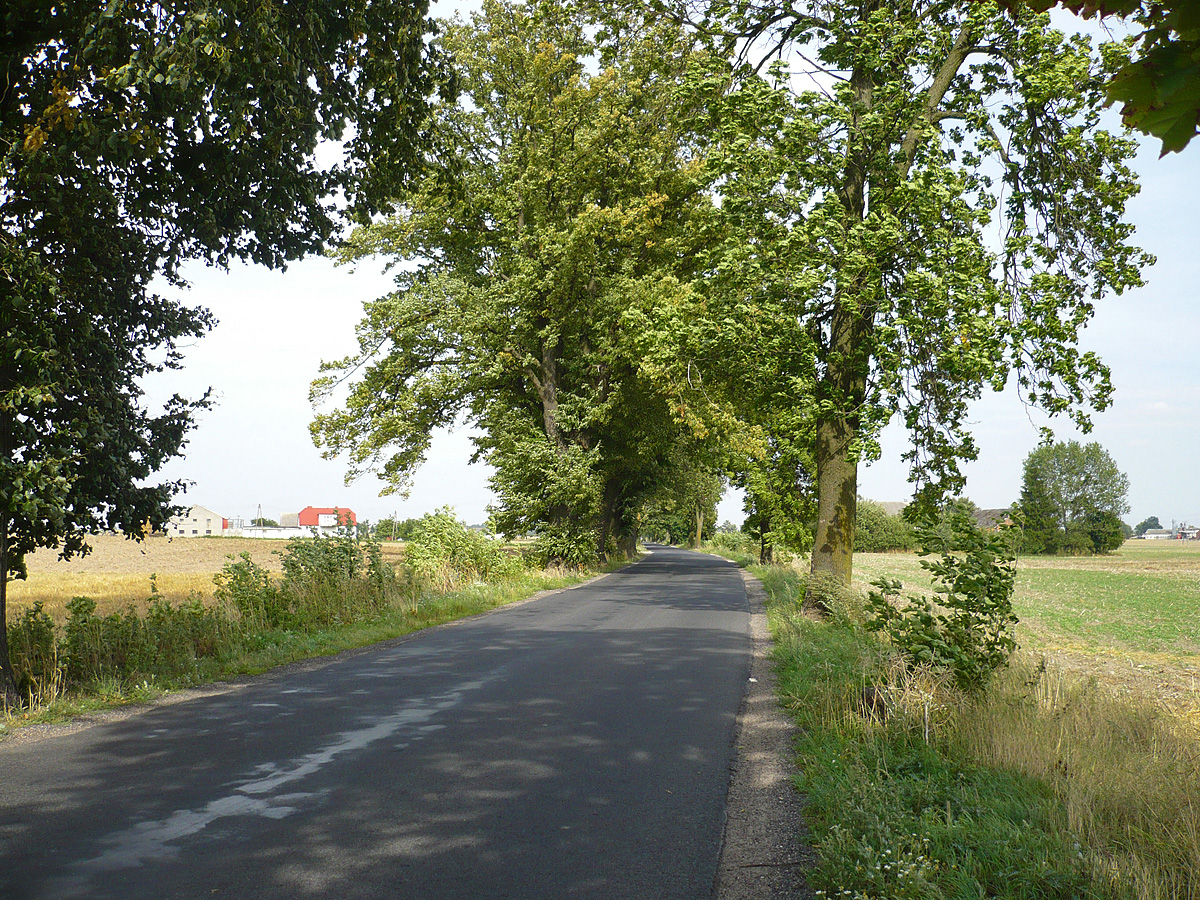
DW538 w Jasiewie
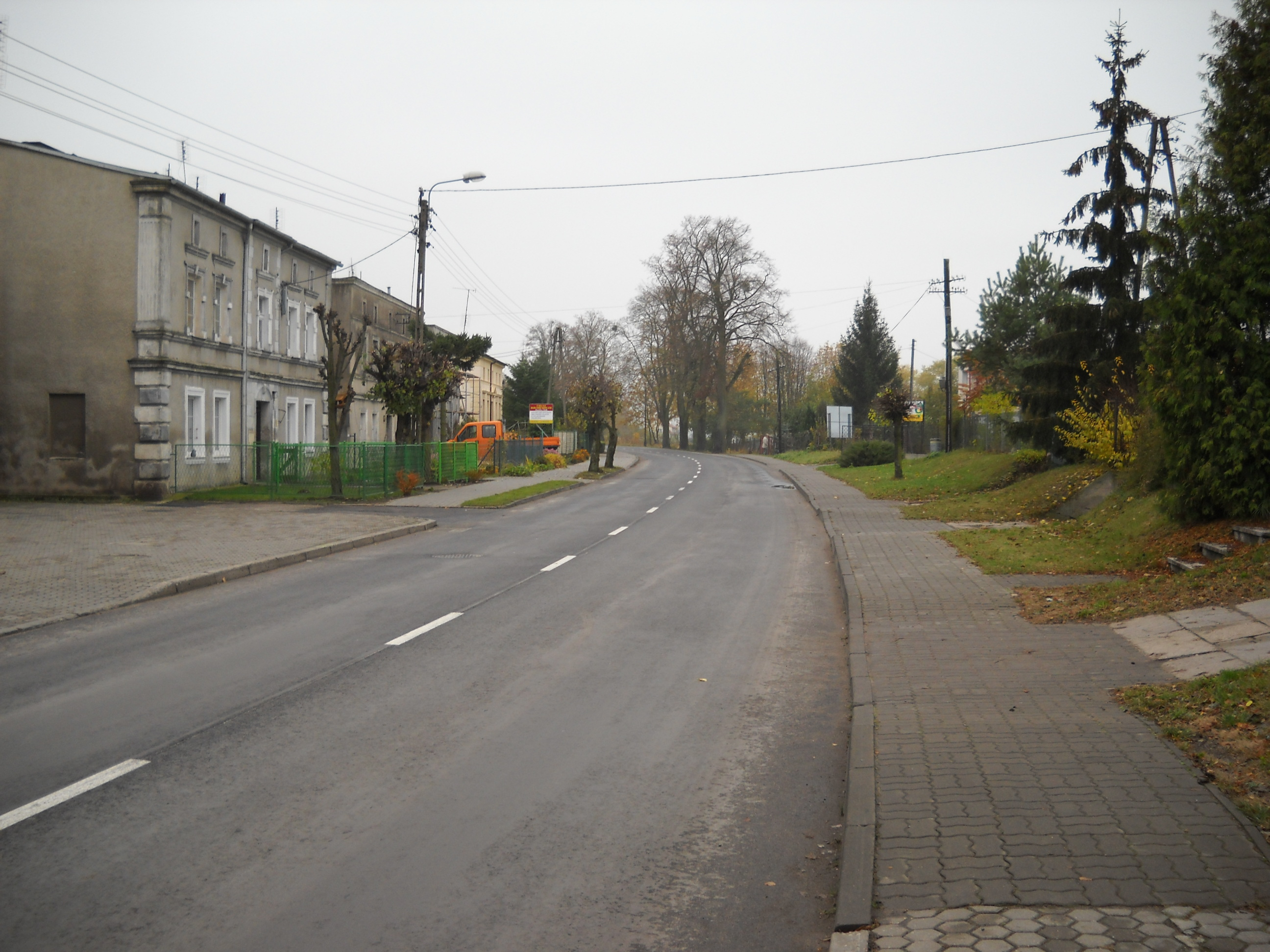
DW538 w Łasinie